# Hallenradsport-Weltmeisterschaften 2024
Die Hallenradsport-Weltmeisterschaften 2024 fanden vom 25. bis 27. Oktober in Bremen statt. Schauplatz war die Stadthalle Bremen.

## Programm
Das Programm war gegenüber dem Vorjahr unverändert. Im Radball wurden Turniere für Männer und eines für Frauen ausgetragen. Im Kunstradfahren gab es Wettbewerbe im Einer Männer, Einer Frauen, Zweier offene Klasse, Zweier Frauen und Vierer offene Klasse.
- Freitag, 25. Oktober: Gruppenspiele Radball, Qualifikation Einer Frauen, Finale Vierer
- Sonnabend, 26. Oktober: Gruppenspiele Radball, Qualifikation Zweier offene Klasse und Einer Männer, Finals Einer Frauen und Zweier offene Klasse
- Sonntag, 27. Oktober: Qualifikation Zweier Frauen, Finalspiele Radball, Finals Zweier-Frauen und Einer-Männer

## Beteiligung
Angemeldet waren Repräsentanten von 23 Ländern, und zwar Afghanistan, Armenien, Belgien, Bulgarien, Deutschland, Frankreich, Großbritannien, Griechenland, Hongkong, Italien, Japan, Macau, Malaysia, Mexiko, Österreich, Peru, Portugal, Schweiz, Slowakei, Spanien, Tschechien, Ukraine und Ungarn.

## Radball
Das Männer-Turnier umfasste zwei Gruppen: Gruppe A mit den sechs stärksten Nationen des Vorjahres und Gruppe B mit sieben weiteren Mannschaften. In beiden Gruppen spielte zunächst jede Mannschaft gegen jede andere. Die fünf bestplatzierten Mannschaften der Gruppe A ermittelten anschließend in einem modifizierten K.-o.-System den Weltmeister. Der Tabellensechste der Gruppe A trat gegen den Sieger der Gruppe B um den Aufstieg respektive Verbleib in Gruppe A an.
Im Frauen-Turnier, das zum zweiten Mal stattfand, gab es fünf Teams. Auch diese bildeten eine Gruppe, in der jede Mannschaft gegen jede andere spielte. Die ersten vier ermittelten über Halbfinale und Finale die endgültigen Platzierungen.

### Männer Gruppe A
Vorrunde
| Rang | Team        | Osterreich | Deutschland | Schweiz | Frankreich | Tschechien | Japan | S | U | N | Tore    | Punkte |
| ---- | ----------- | ---------- | ----------- | ------- | ---------- | ---------- | ----- | - | - | - | ------- | ------ |
| 1.   | Österreich  |            | 5:4         | 7:2     | 8:1        | 2:0        | 11:0  | 5 | 0 | 0 | 33 : 7  | 15     |
| 2.   | Deutschland | 4:5        |             | 6:3     | 5:1        | 10:0       | 13:2  | 4 | 0 | 1 | 38 : 11 | 12     |
| 3.   | Schweiz     | 2:7        | 3:6         |         | 4:2        | 4:4        | 9:1   | 2 | 1 | 2 | 22 : 20 | 7      |
| 4.   | Frankreich  | 1:8        | 1:5         | 2:4     |            | 3:1        | 8:0   | 2 | 0 | 3 | 15 : 18 | 6      |
| 5.   | Tschechien  | 0:2        | 0:10        | 4:4     | 1:3        |            | 4:0   | 1 | 1 | 3 | 9 : 19  | 4      |
| 6.   | Japan       | 0:11       | 2:13        | 1:9     | 0:8        | 0:4        |       | 0 | 0 | 5 | 3 : 45  | 0      |

Finalrunde
|  | 2. Runde | 2. Runde    | 2. Runde |  |  | 3. Runde    | 3. Runde   | 3. Runde |  |  | Halbfinale | Halbfinale | Halbfinale |  |                  | Finale           | Finale           | Finale |
|  |          |             |          |  |  |             |            |          |  |  |            |            |            |  |                  |                  |                  |        |
|  | Spiel 1  |             |          |  |  |             |            |          |  |  |            |            |            |  |                  |                  |                  |        |
|  | 2        | Deutschland | 12       |  |  |             |            |          |  |  |            |            |            |  |                  |                  |                  |        |
|  | 5        | Tschechien  | 2        |  |  |             |            |          |  |  |            |            |            |  |                  |                  |                  |        |
|  |          |             |          |  |  | Deutschland | 3          |          |  |  |            |            |            |  |                  |                  |                  |        |
|  | Spiel 2  | Spiel 2     | Spiel 2  |  |  | Schweiz     | 1          |          |  |  |            |            |            |  |                  |                  |                  |        |
|  | 3        | Schweiz     | 4        |  |  |             |            |          |  |  |            |            |            |  |                  |                  |                  |        |
|  | 4        | Frankreich  | 0        |  |  |             |            |          |  |  |            |            |            |  |                  | Deutschland      | 6                |        |
|  |          |             |          |  |  |             |            |          |  |  |            |            |            |  |                  | Österreich       | 3                |        |
|  |          |             |          |  |  | V1          | Tschechien | 3        |  |  |            |            |            |  |                  |                  |                  |        |
|  |          |             |          |  |  | V2          | Frankreich | 4        |  |  |            | Frankreich | 41         |  | Spiel um Platz 3 | Spiel um Platz 3 | Spiel um Platz 3 |        |
|  |          |             |          |  |  |             |            |          |  |  | 1          | Österreich | 43         |  |                  |                  | Schweiz          | 3      |
|  |          |             |          |  |  |             |            |          |  |  |            |            |            |  |                  |                  | Frankreich       | 0      |

Endstand
| Rang | Land        | Spieler          | Spieler            |
| ---- | ----------- | ---------------- | ------------------ |
| 1    | Deutschland | Raphael Kopp     | Bernd Mlady        |
| 2    | Österreich  | Stefan Feurstein | Patrick Schnetzer  |
| 3    | Schweiz     | Severin Waibel   | Jon Müller         |
| 4    | Frankreich  | Mathias Seyfried | Quentin Seyfried * |
| 5    | Tschechien  | Tomáš Horák      | Radek Adam         |
| 6    | Japan       | Yuma Takahashi   | Yusuke Murakami    |

* Im Spiel um den dritten Platz wurde Quentin Seyfried durch Stéphane Bauer ersetzt.

### Männer Gruppe B
| Rang | Land           | Spieler               | Spieler                    |
| ---- | -------------- | --------------------- | -------------------------- |
| 1    | Slowakei       | Ján Holár             | Martin Kobes               |
| 2    | Ungarn         | Vilmos Toma           | Tamás Arendás              |
| 3    | Armenien       | Arnak Mkhitaryan      | Artak Voskanyan            |
| 4    | Belgien        | Marc Snoks            | Koen Uitterhaegen          |
| 5    | Hongkong       | Ho Wing Tai           | Ka Kin Kenny Chan          |
| 6    | Malaysia       | Mohamad Zikri Dahalan | Mohamad Dhiaulhaq Zulkifli |
| 7    | Großbritannien | Jenson Harris         | Mark Percival              |

### Relegation
Japan trat als Letzter der Gruppe A im Relegationsspiel gegen die Slowakei an, den Gewinner der Gruppe B. Durch seinen Sieg gelang dem japanischen Team der Klassenerhalt.
 Japan 5 – 3  Slowakei

### Frauen
Vorrunde
| Rang | Team        | Deutschland | Schweiz | Tschechien | Japan | Osterreich | S | U | N | Tore | Punkte |
| ---- | ----------- | ----------- | ------- | ---------- | ----- | ---------- | - | - | - | ---- | ------ |
| 1    | Deutschland |             | 5 : 2   | 2 : 0      | 9 : 1 | 8 : 0      | 4 | 0 | 0 | 24:3 | 12     |
| 2    | Schweiz     | 2 : 5       |         | 2 : 1      | 7 : 1 | 11 : 0     | 3 | 0 | 1 | 22:7 | 9      |
| 3    | Tschechien  | 0 : 2       | 1 : 2   |            | 2 : 0 | 6 : 1      | 2 | 0 | 2 | 9:5  | 6      |
| 4    | Japan       | 1 : 9       | 1 : 7   | 0 : 2      |       | 4 : 2      | 1 | 0 | 3 | 6:20 | 3      |
| 5    | Österreich  | 0 : 8       | 0 : 11  | 1 : 6      | 2 : 4 |            | 0 | 0 | 4 | 3:29 | 0      |

Finalrunde
| Halbfinale | Halbfinale  | Halbfinale |                  |             | Finale  | Finale | Finale |
|            |             |            |                  |             |         |        |        |
| 1          | Deutschland | 9          |                  |             |         |        |        |
| 4          | Japan       | 0          |                  |             | Finale  | Finale | Finale |
|            |             |            |                  | Deutschland | 6       |        |        |
|            |             |            |                  |             | Schweiz | 2      |        |
| 2          | Schweiz     | 6          |                  |             |         |        |        |
| 3          | Tschechien  | 2          |                  |             |         |        |        |
|            |             |            | Spiel um Platz 3 |             |         |        |        |
|            |             |            |                  | Tschechien  | 3       |        |        |
|            | Japan       | 2          |                  |             |         |        |        |
|            |             |            |                  |             |         |        |        |

Endstand
| Rang | Land        | Spielerin           | Spielerin       |
| ---- | ----------- | ------------------- | --------------- |
| 1    | Deutschland | Judith Wolf         | Danielle Holzer |
| 2    | Schweiz     | Sava Baumann        | Chiara Dotoli   |
| 3    | Tschechien  | Veronika Kripnerová | Blanka Adamová  |
| 4    | Japan       | Nana Yamashita      | Saki Tanaka     |
| 5    | Österreich  | Vanessa Trinkl      | Veronika Hagen  |

## Kunstradfahren
Das Wettbewerbsprogramm blieb im Vergleich zu den Vorjahren unverändert. Es wurden Wettkämpfe im Einer- und Zweier-Kunstradfahren der Frauen, im Einer-Kunstradfahren der Männer und im Zweier- und Vierer-Kunstradfahren der offenen Klasse durchgeführt.
Jeder Teilnehmer bzw. jedes Team hatte eine Kür zu fahren. Diese dauerte maximal fünf Minuten und beinhaltete verschiedene Elemente mit unterschiedlichen Schwierigkeitsstufen, die als Basis für die Bewertung dienten (eingereichte Punkte). Das Endresultat ergab sich nach Abzug der Fehlerpunkte (ausgefahrene Punkte). Die vier Besten qualifizierten sich für das Finale, in dem die Medaillen ausgefahren wurden.

### Einer Frauen
Es nahmen 23 Fahrerinnen aus 15 Nationen teil, hier geordnet in der Reihenfolge der Startliste, also nach aufsteigender Reihenfolge der eingereichten Punkte.
- Gracia Sotomayor
- Lien Pattyn
- Kristina Kopor
- Sofia Reichert
- Anna Lila Sárközi
- Justine Martz
- Nazuki Kondo
- Chi Kio Cheang
- Sum Yi Wong
- Kateřina Vosičková
- Alexandra Georgiadis
- Zsófia Hugyecz
- Hiu Shuen Wong
- Valentine Rieb
- Tatika Bovenaerde
- Franziska Belmega
- Giuliana Zübner
- Magdalena Müller
- Saskia Gerber
- Lorena Schneider
- Alessa Hotz
- Lara Füller
- Jana Pfann

Folgende vier Fahrerinnen qualifizierten sich fürs Finale:
| Rang | Land        | Fahrerin         | einger. | ausgef. |
| ---- | ----------- | ---------------- | ------- | ------- |
| 1    | Deutschland | Lara Füller      | 194,70  | 180,13  |
| 2    | Deutschland | Jana Pfann       | 197,10  | 173,61  |
| 3    | Österreich  | Lorena Schneider | 184,90  | 167,06  |
| 4    | Schweiz     | Alessa Hotz      | 188,80  | 158,08  |

### Einer Männer
Gemeldet sind 21 Fahrer aus 14 Nationen in der Reihenfolge der Startliste, also nach aufsteigender Reihenfolge der eingereichten Punkte.
- Emiliano Cedillo Medina
- Stanislav Bodnar
- Alexander Howe
- Yanis Senez
- Finn Hoornaert
- Kosuke Shibayama
- Áron Marosi
- Rahman Mohammad Hassan
- Daniel Andrés Hecktor
- Kryštof Nečas
- Jelle Delporte
- Maxime Schaal
- Chan Lat Tin
- Jakub Mašek
- Christopher Schobel
- Csaba Varga
- Wong Chin Man
- Chan Yat Nam
- Emilio Arellano
- Philipp-Thies Rapp
- Lukas Kohl

Für das Finale qualifizierten sich dieselben Fahrer wie im Vorjahr. Emilio Arellano wurde nach drei Bronzemedaillen erstmals Weltmeister; bereits sein Vater José hatte von 1994 bis 2001 fünfmal Silber oder Bronze geholt. Lukas Kohl kam nach sieben Titeln in Folge auf den Bronzerang, Philipp-Thies Rapp holte wie im Vorjahr Silber.
| Rang | Land        | Fahrer             | einger. | ausgef. |
| ---- | ----------- | ------------------ | ------- | ------- |
| 1    | Spanien     | Emilio Arellano    | 207,20  | 198,08  |
| 2    | Deutschland | Philipp-Thies Rapp | 210,60  | 187,24  |
| 3    | Deutschland | Lukas Kohl         | 213,50  | 187,00  |
| 4    | Ungarn      | Csaba Varga        | 177,80  | 158,84  |

### Zweier Frauen
Es waren zehn Paare gemeldet, darunter je zwei aus Deutschland, der Schweiz, Frankreich und Ungarn, sowie je eins aus Hongkong und der Slowakei. Keines der drei Teams, die im Vorjahr das Finale erreicht hatten, waren noch am Start. Folgende vier erreichten das Finale:
| Rang | Land        | Fahrerin 1        | Fahrerin 2         | einger. | ausgef. |
| ---- | ----------- | ----------------- | ------------------ | ------- | ------- |
| 1    | Deutschland | Henny Kirst       | Antonia Bärk       | 148,60  | 128,60  |
| 2    | Deutschland | Kim Leah Schlüter | Neele Jodeleit     | 135,90  | 125,50  |
| 3    | Schweiz     | Simona Lucca      | Larissa Tanner     | 127,60  | 113,58  |
| 4    | Schweiz     | Jeannine Graf     | Nadine Zuberbühler | 126,20  | 102,62  |

### Zweier offen
Es waren neun Paare gemeldet, darunter je zwei aus Deutschland und Hongkong, die übrigen aus Frankreich, Tschechien, Großbritannien, der Ukraine und Belgien. Nicht am Start waren die Titelverteidiger Serafin Schefold und Max Hanselmann, die den Titel sechsmal in Folge gewonnen hatten; sie hatten ihre Karriere beendet. Folgende Teams erreichten das Finale:
| Rang | Land        | Fahrer 1            | Fahrer 2      | einger. | ausgef. |
| ---- | ----------- | ------------------- | ------------- | ------- | ------- |
| 1    | Deutschland | Lea-Victoria Styber | Nico Rödiger  | 165,90  | 160,34  |
| 2    | Deutschland | Niklas Kreuzmann    | Celine Stapf  | 146,20  | 134,44  |
| 3    | Hongkong    | Lim Tsz Hin         | Lim Tsz Leung | 140,70  | 122,58  |
| 4    | Tschechien  | Tomáš Gruna         | Jakub Mašek   | 121,50  | 104,85  |

### Vierer
Gemeldet waren vier Mannschaften aus Deutschland, der Schweiz, Frankreich, Österreich und Frankreich. Eine Qualifikation war daher nicht erforderlich, der Wettkampf bestand nur aus dem Finale. Es gewann die Schweizer Mannschaft des KRF Uzwil vor Deutschlands RV Mainz-Ebersheim, Österreichs RC Röthis und Frankreichs VC Dorlisheim.
| Rang | Land        | Fahrer(innen)                                                    | einger. | ausgef. |
| ---- | ----------- | ---------------------------------------------------------------- | ------- | ------- |
| 1    | Schweiz     | Stefanie Haas Sarah Manser Selina Niedermann Valerie Unternährer | 243,80  | 225,95  |
| 2    | Deutschland | Tijem Karatas Svenja Kraus Stella Rosenbach Milena Schwarz       | 244,00  | 215,54  |
| 3    | Österreich  | Lea Morscher Annika Pichler Anna Pircher Laura Schnetzer         | 190,60  | 154,60  |
| 4    | Frankreich  | Justine Martz Alice Rieb Valentine Rieb Thérèse Rietsch          | 120,20  | 081,51  |

## Medaillenspiegel
| Platz  | Land        | Gold | Silber | Bronze | Gesamt |
| ------ | ----------- | ---- | ------ | ------ | ------ |
| 1      | Deutschland | 5    | 5      | 1      | 11     |
| 2      | Schweiz     | 1    | 1      | 2      | 4      |
| 3      | Spanien     | 1    | 0      | 0      | 1      |
| 4      | Österreich  | 0    | 1      | 2      | 3      |
| 5      | Hongkong    | 0    | 0      | 1      | 1      |
| 5      | Tschechien  | 0    | 0      | 1      | 1      |
| Gesamt | Gesamt      | 7    | 7      | 7      | 21     |